# Park Sung-soo
Park Sung-Soo (kor. 성수 박; auch Park Seung-su) (* 19. Mai 1970) ist ein südkoreanischer Bogenschütze.
Park nahm erfolgreich an den Olympischen Spielen 1988 in Seoul teil. Im Einzel erlangte er die Silbermedaille, mit der Mannschaft gewann er Gold.